# Atelier 212
Pour les articles homonymes, voir Atelier (homonymie).
Atelier 212 (en serbe Атеље 212 et Atelje 212), est un théâtre de Belgrade, la capitale de la Serbie. Il a été créé en 1956. On y représente essentiellement des pièces d'avant-garde.

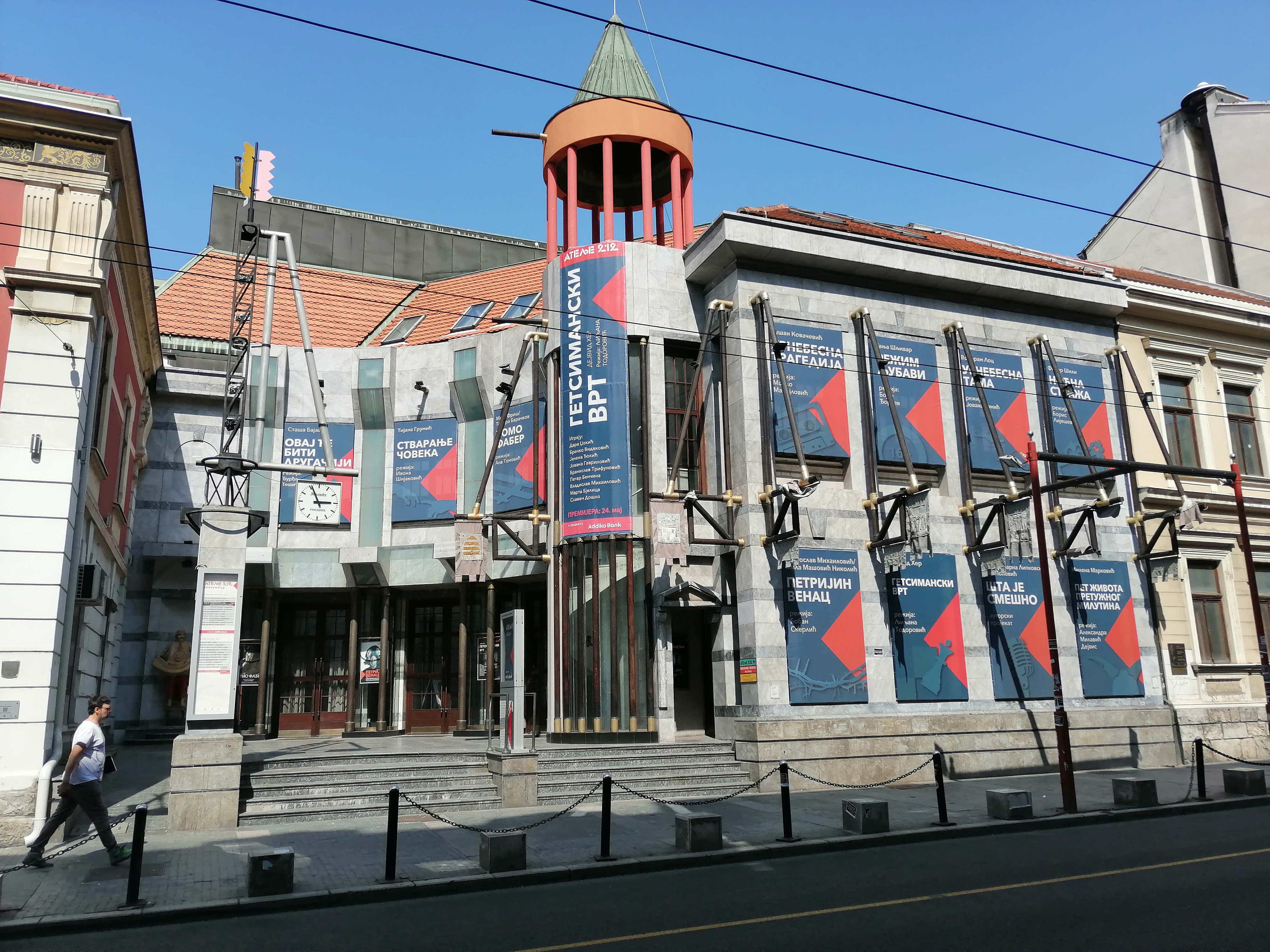
L'Atelier 212.

## Histoire
Atelier 212 ouvrit ses portes le 12 novembre 1956. Le nombre « 212 » correspondait au nombre de places disponibles dans la salle du théâtre. Lors de la première représentation on joua Faust de Goethe dans une mise en scène de Mira Trailović. Autour de ce nouveau théâtre se constitua bientôt un groupe d'acteurs, de metteurs en scène, d'auteurs et de musiciens d'avant-garde qui exerça une grande influence sur l'art dramatique des décennies suivantes.
En 1956, Atelier 212 fut le premier théâtre d'Europe de l’Est à représenter En attendant Godot de Samuel Beckett. Ce fut un triomphe qui encouragea la représentation d'autres pièces d'avant-garde, au théâtre-même mais aussi dans d'autres établissements de la capitale. Parmi les auteurs qui furent présentés pour la première fois au public yougoslave par Atelier 212, on peut citer Sartre, Faulkner, Ionesco, Camus, Harold Pinter, Adamov, Joyce, Alfred Jarry, T. S. Eliot, Roger Vitrac, Jean Genet, etc. Atelier 212 ouvrit également ses portes aux auteurs de l'avant-garde yougoslave comme Aleksandar Popović, Dušan Kovačević, Brana Crnčević, Milica Novković, Borislav Pekić, Slobodan Selenić et Ljubodrag Simović.
D'abord assistant de Mira Trailović, le metteur en scène et dramaturge Bojan Stupica prit la direction d'Atelier 212 en 1961. Bojan Stupica, qui était également architecte, dessina les plans de la nouvelle salle située Ulica Svetogorska (à l'époque rue Ivo Lola Ribar). Il fit de la salle un lieu culte de la scène théâtrale belgradoise et lui donna une audience internationale.
En 1967, avec Jovan Ćirilov, Mira Trailović fut l'instigatrice du Festival international de théâtre de Belgrade (BITEF). La première édition de ce festival eut lieu à Atelier 212.
Le théâtre est dirigé entre 1997 et 2009 par l'acteur Svetozar Cvetković. Parmi les spectacles récents, on peut signaler Art et Trois versions de la vie de Yasmina Reza, Roberto Zucco de Bernard-Marie Koltès, Porodične priče (Histoires de famille) de Biljana Srbljanović, ou encore Leda de Miroslav Krleža et La Dernière Bande de Samuel Beckett.
L'année 2006 fut celle du cinquantenaire du théâtre.